# Paul Nyssens
Pour les articles homonymes, voir Nyssens.

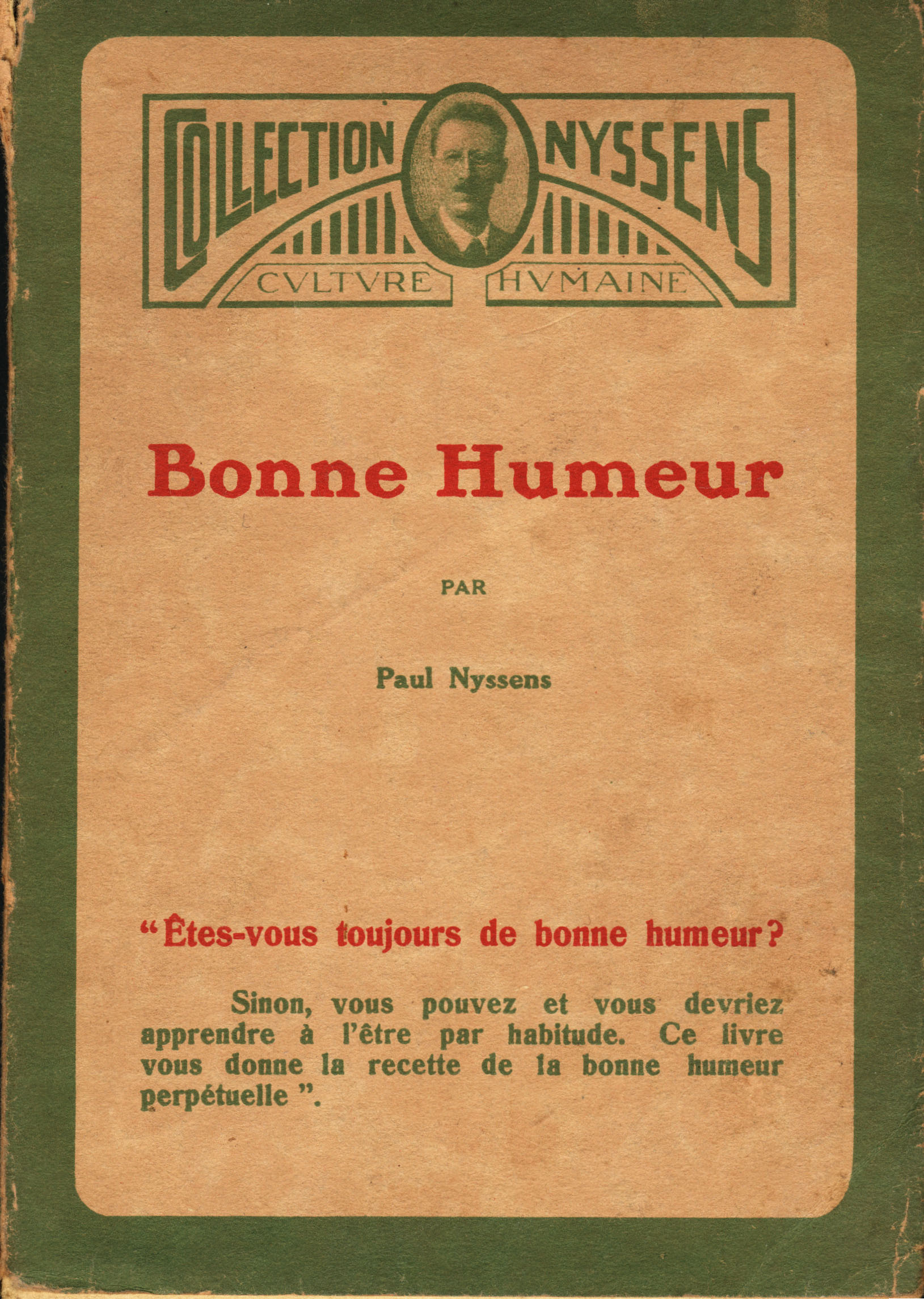
Livre de la collection Nyssens avec portrait de l'auteur. 14×20 cm

Paul Nyssens est un auteur et éditeur belge né le 8 novembre 1870 à Anvers et décédé le 29 octobre 1954 à Schaerbeek (Bruxelles). Ingénieur civil de formation, il est aussi diplômé de l’Institut Montefiore de Liège. 

## Biographie
En 1895, alors boursier aux USA, Paul Nyssens découvre la psychologie appliquée et la phrénologie et en devient un promoteur actif, abandonnant toute pratique des sciences appliquées. Il fonde en 1906 à Bruxelles l’Institut Nyssens, établi à son domicile, non loin du rond-point Schuman : 129 rue Froissart à Bruxelles.
Il publie et écrit des ouvrages de psychologie populaire mais aussi de vulgarisation au sujet de la santé et de la gestion de soi dont un certain nombre traduit par ses soins. Il diffuse son savoir par des conférences publiques et des formations par correspondance.
Caractère à la fois timide et non-conformiste, il parlait et écrivait plusieurs langues dont l’anglais et l’espéranto. 
Il était par ailleurs végétarien, violoniste et un membre de la Ligue des amis de la forêt de Soignes.
Fils d'Adolphe Nyssens, Entrepreneur et conseiller communal libéral de la ville d'Anvers et de Anna Guillaumot, il est le demi-frère du général Albert Nyssens.
Il est inhumé dans le caveau de famille au cimetière d'Ixelles (Bruxelles).
Il a été prisonnier politique en 1914-1918.

## Traductions
- Leroy-Berrier, Le Magnétisme personnel - Une méthode pour le développer.  Traduit par Paul Nyssens. Éditions Henri Lamertin/A. Malone (édition Nyssens 7e éd. 1930)
- Dr Herbert A. Parkyn Auto-suggestion. Ce que c’est et comment on peut s’en servir pour atteindre santé, bonheur et succès. traduit par Paul Nyssens. Paris, Maloine, (circa 1930), 198 pp.

## Ouvrages édités
- Dr Jules Grand, La Philosophie le l'Alimentation.  Librairie de Culture humaine, Paul Nyssens.  1901
- Alice B. Stockham Tocologie, le livre de la femme enceinte. Librairie de Culture humaine, Paul Nyssens Bruxelles 1911, 391 p. Huit planches en couleur hors-texte.
- Dr Edward Hooker Dewey Le Jeûne qui guérit. Librairie de Culture humaine 1927.
- I.A. Vaught,  Lecture pratique du caractère.  Librairie de Culture humaine. 1930
- Docteur Paul Dubois  Influence de l'esprit sur le corps. Éditions Nyssens.  1933.
- Dr William Boiler  Vigueur virile. Guide des hommes affaiblis. traduit par Paul Nyssens
- Victor Rocine Culture mentale. Semez et vous récolterez. Institut Nyssens. 269 p.
- Victor Rocine, Les Lois de la sélection conjugale. Librairie Nyssens, 1932, 80 p.
- Irving Fischer Influence de l'aliment carné sur la résistance à la fatigue. Librairie Nyssens
- Otto Carqué La Base de toute réforme. traduit de l'anglais par Paul Nyssens
- Dr Léon Neuens, Malades, guérissez-vous, par les moyens naturels. Librairie Nyssens
- Albin Lafont La Vie à bon marché. Librairie de culture humaine, Paul Nyssens libraire-éditeur s.d.